# Unfinished Music No.2 - Life with the Lions
Unfinished Music No.2 - Life With The Lions è il secondo album in studio di John Lennon e Yōko Ono. Pubblicato il 9 maggio 1969 dall'etichetta Zapple, una sussidiaria della Apple dedicata alla musica d'avanguardia sperimentale, è la prima uscita in assoluto della Zapple (che pubblicò solo un altro LP).

## Descrizione
(John Lennon a proposito degli album sperimentali incisi con Yōko Ono, 1969)
Registrato tra il Queen Charlotte's Hospital di Londra e l'Università di Cambridge, nel periodo compreso tra il novembre 1968 ed il marzo del 1969, musicalmente l'album non si discosta molto dalle atmosfere sperimentali del precedente Unfinished Music No.1 - Two Virgins.
Il primo lato dell'album consiste in un solo brano, Cambridge 1969, registrato dal vivo nei locali dell'omonima università il 2 marzo 1969 davanti a una folla di 500 persone, e trattasi di un'improvvisazione composta da una serie di vocalizzazioni ed urla (di Yoko), accompagnati da effetti feedback della chitarra elettrica di Lennon.
Il secondo lato è composto da brani interamente registrati durante il ricovero ospedaliero di Yōko Ono, in occasione del suo primo aborto, nel novembre del 1968. La prima traccia, No Bed for Beatle John, è impostata su una parte vocale in cui, Lennon e Ono, cantano in stile a cappella, brani tratti da articoli di giornali riferiti alla coppia stessa. Il titolo attiene invece al fatto che Lennon, durante il periodo di degenza della sua compagna, fu costretto a dormire per terra a causa della mancanza di letti per gli accompagnatori dei pazienti. La seconda traccia, Baby's Heartbeat, è un loop della registrazione del battito del cuore di John Ono Lennon II, il bambino (della coppia) mai nato. La seguente Two Minutes Silence, è invece un brano completamente silenzioso, un tributo a John Cage che, in una simile composizione (intitolata 4'33"), diede istruzione all'esecutore di non suonare alcun strumento per tutta la durata del brano. L'album si chiude con Radio Play, brano composto da suoni emessi attraverso dei cambi di frequenza di una radio ed il mormorio di una conversazione tra Lennon e Ono.

### Origine e storia
La serie Unfinished Music di John Lennon e Yōko Ono era un tentativo da parte dei due di registrare su nastro la loro vita di coppia. Prendendo spunto dal libro della Ono Grapefruit, John & Yōko idearono un concetto secondo il quale il suono non doveva essere semplicemente inciso nei solchi del vinile, ma "immaginato" dagli ascoltatori nella propria mente. Lennon descrisse Unfinished Music: «Un disco che dice quello che vuoi che dica. Siamo solo noi a esprimerci come fa un bambino, sai, comunque lui si senta in quel momento. Quello che stiamo dicendo è create la vostra musica. Questo è Unfinished Music». Alcune delle tracce che finirono nell'album furono pubblicate in un disco 8" dato in allegato con la rivista statunitense Aspen. Il vinile, costituito principalmente da canzoni di Yōko sulla prima facciata, vedeva il contributo di Lennon sull'altro lato nella traccia unica Radio Play, editata da Mario Amaya, e registrata al Queen Charlotte's Hospital. Prima che Lennon e Ono si mettessero insieme, a Yōko era stato chiesto di esibirsi durante un concerto free jazz presso la Lady Mitchell Hall della Cambridge University, dall'organizzatore Anthony Barnett. La Ono, che stava per rifiutare l'invito, fu convinta a esibirsi da Lennon. John & Yōko si erano esibiti insieme per la prima volta davanti a un pubblico nel corso dello speciale televisivo (poi cancellato) Rock and Roll Circus dei Rolling Stones, dove avevano fatto parte dell'estemporanea band The Dirty Mac.

### Titolo e copertina
Il titolo dell'album è una parodia di uno show della BBC (Life with the Lyons), oltre che un riferimento alla stampa, che seguiva la coppia Lennon & Ono dappertutto senza dar loro tregua. La foto della copertina venne scattata da Susan Wood e ritrae la Ono costretta a letto, nella sua camera d'ospedale, con Lennon sdraiato per terra al suo fianco. La foto del retro copertina ritrae invece la coppia mentre si appresta a lasciare la stazione di polizia di Marylebone, il 19 ottobre del 1968, dopo il loro arresto per possesso di hashish del giorno precedente. E proprio nel retro della copertina figura un'enigmatica frase di George Martin: "No Comment".

## Pubblicazione, accoglienza e ristampe
| Recensione                    | Giudizio      |
| ----------------------------- | ------------- |
| AllMusic                      | [ 13 ]        |
| MusicHound                    | woof!         |
| Pitchfork                     | [ 15 ]        |
| Rolling Stone                 | (sfavorevole) |
| The Rolling Stone Album Guide | [ 17 ]        |

Unfinished Music No.2: Life with the Lions fu pubblicato il 9 maggio 1969 in Gran Bretagna (n. cat. ZAPPLE 01) e il 26 maggio 1969 negli Stati Uniti (n. cat. Zapple ST 3357) dalla Zapple Records, etichetta sussidiaria della Apple. Se la EMI si era rifiutata di distribuire Unfinished Music No.1: Two Virgins, così non fu per Unfinished Music No.2: Life with the Lions. L'album non entrò in classifica nel Regno Unito, ma riuscì a raggiungere la posizione numero 174 negli Stati Uniti. L'album vendette circa 60,000 copie in Nord America, ma solo 5,000 in Gran Bretagna. Lennon restò infastidito dal fatto che la Apple non avesse pubblicizzato il disco.
Ed Ward scrisse sulla rivista Rolling Stone che l'album era una "stronzata assoluta" e "di cattivo gusto". In una recensione apparsa sul Cambridge Evening News, Douglas Oliver scrisse che ascoltare la traccia Cambridge 1969 era stata un'esperienza "strana e agghiacciante allo stesso tempo", e aggiunse: "Non in senso negativo, ma perché ci sono così tante tessiture strane di suoni. In nessun momento la musica è diventata confortante. È stata un'esperienza straordinaria". Record Mirror descrisse ironicamente Life with the Lions "un ottimo esempio di come due giovani possono divertirsi senza televisione".
Unfinished Music No.2: Life with the Lions è stato ristampato su compact disc dalla Rykodisc il 3 giugno 1997, dietro supervisione della Ono, con l'aggiunta di due tracce bonus, Song for John e Mulberry. Successive ristampe sia in LP sia in CD sono state pubblicate nel novembre 2016 dalla Secretly Canadian.

## Tracce
Tutti i brani scritti e composti da John Lennon e Yoko Ono.
Lato A
1. Cambridge 1969 – 26:28

Lato B
1. No Bed for Beatle John – 4:40
2. Baby's Heartbeat – 5:09
3. Two Minutes Silence – 2:00
4. Radio Play – 12:34

Edizione CD del 1997, pubblicato dalla Rykodisc (0777 7 10412)
Tutti i brani scritti e composti da John Lennon e Yoko Ono.
1. Cambridge 1969 – 26:28
2. No Bed for Beatle John – 4:40
3. Baby's Heartbeat – 5:09
4. Two Minutes Silence – 2:00
5. Radio Play – 12:34
6. Song for John – 1:29 – Bonus Track - Previously Unreleased Version 1968
7. Mulberry – 8:57 – Bonus Track - Previously Unreleased

## Formazione
- John Lennon - voce, chitarra
- Yōko Ono - voce
- John Stevens - percussioni
- John Tchicai - sax